# إدغاراس يانكاوسكاس
إدغاراس يانكاوسكاس مواليد 12 مارس 1975 في فيلنيوس، الجمهورية الليتوانية السوفيتية الاشتراكية، الاتحاد السوفيتي، هو لاعب كرة قدم ليتواني سابق كان يلعب كمهاجم. اعتزل اللعب عام 2011. بدأ مسيرته الرياضية عام 1991 مع نادي جالغيريس. لعب خلال مسيرته 443 مباراة سجل خلالها 150 هدفاً.

## المسيرة الاحترافية

### أندية لعب لها
- جالغيريس فيلنيوس
- نادي سيسكا موسكو
- توربيدو موسكو
- نادي كلوب بروج
- ريال سوسيداد
- نادي بورتو
- نادي كاوناس
- نادي أيك لارنكا

## روابط خارجية
- إدغاراس يانكاوسكاس على موقع الاتحاد الدولي (مؤرشف)  (الإنجليزية)
- إدغاراس يانكاوسكاس على موقع الاتحاد الأوربي (الإنجليزية)
- إدغاراس يانكاوسكاس على موقع الدوري الأمريكي (الإنجليزية)
- إدغاراس يانكاوسكاس على موقع قاعدة بيانات كرة القدم.إي يو (الإنجليزية)
- إدغاراس يانكاوسكاس على موقع ليكيب (الفرنسية)
- إدغاراس يانكاوسكاس على موقع ناشيونال فوتبول تيمز (الإنجليزية)
- إدغاراس يانكاوسكاس على موقع Soccerbase.com (لاعب) (الإنجليزية)
- إدغاراس يانكاوسكاس على موقع Soccerway.com (الإنجليزية)
- إدغاراس يانكاوسكاس على موقع عالم كرة القدم.نت (الإنجليزية)